# Les Amants du crime

Les Amants du crime (titre original : Tomorrow Is Another Day) est un film américain réalisé par Felix Feist et sorti en 1951.

## Synopsis
Incarcéré, dès l'âge de 13 ans, pour avoir assassiné son propre père, Bill Clark est libéré. Il vient de purger une peine de plus de 18 ans de prison. Civilement adulte, il est, en réalité, un nigaud qui ignore tout de la vie et de ses pièges. Après une expérience malheureuse, il erre dans New York et croise la route de Kay, taxi-girl dans un dancing. Il en tombe sincèrement amoureux et la raccompagne à son domicile. Là, il découvre qu'elle a une liaison avec un policier. Celui-ci prend d'ailleurs très mal la situation. Une bagarre s'ensuit qui tourne au désavantage de Bill. Ce dernier s'écroule, inconscient. À ce moment-là, Kay s'empare d'un revolver projeté à terre et abat le policier. Lorsque Bill reprend connaissance, la jeune femme le persuade qu'il est l'auteur d'un meurtre accidentel. Contraints de fuir, les deux amants rencontrent la famille Dawson qui se propose de les héberger chez eux à Salinas...

## Fiche technique
- Titre du film : Les Amants du crime
- Titre original : Tomorrow Is Another Day
- Réalisation : Felix Feist
- Scénario : Art Cohn, Guy Endore (histoire)
- Photographie : Robert Burks
- Format : Noir et blanc
- Musique : Daniele Amfitheatrof
- Son : C.A. Riggs
- Montage : Alan Crosland Jr.
- Décors : Charles H. Clarke
- Costumes : Milo Anderson
- Production : Henry Blanke, Warner Bros.
- Pays de production :  États-Unis
- Langue originale : anglais
- Durée : 90 minutes
- Dates de sortie :
  - États-Unis : 8 août 1951 à New York
  - France : 23 mai 1952

## Distribution
- Ruth Roman : Catherine "Kay" Higgins
- Steve Cochran : Bill Clark/Mike Lewis
- Lurene Tuttle : Madame Dawson
- Ray Teal : M. Dawson
- Morris Ankrum : Hugh Wagner
- John Kellogg : Dan Monroe
- Lee Patrick : Janet Higgins
- Hugh Sanders : le policier George Conover
- Stuart Randall : Frank Higgins
- Robert Hyatt : Johnny Dawson

Acteurs non crédités :
- Morgan Farley : un docteur
- Jim Hayward : le guichetier Dutch

## Commentaire
Après guerre, Felix E. Feist réalisa quelques polars très réussis : The Devil Thumbs a Ride (1947), The Threat (1949) et surtout Tomorrow Is Another Day (Les Amants du crime), sorti en 1951. Steve Cochran est parfait dans le rôle d'un adulte complètement novice. Fait paradoxal, bien évidemment, car l'acteur était, dans la vie, un séducteur notoire.
Tomorrow Is Another Day (Demain est un autre jour) surprend aussi par « une rupture de ton fort inhabituelle dans un film de genre. [...] Devenus des vagabonds après leur fuite, mais heureux, nos deux amants sont aidés par une famille tombée des Raisins de la colère et finissent dans un camp de Salinas à ramasser des laitues », écrit Samuel Blumenfeld. L'irruption d'un tel réalisme social est, sans doute, imputable à Guy Endore, scénariste à qui l'on doit Les Forçats de la gloire de William A. Wellman et qui adapte, ici, son propre roman. Adhérent communiste, Endore fut ensuite blacklisté durant le maccarthisme. Par ailleurs, les scènes finales furent retournées et c'est pourquoi le dénouement, en forme de happy end, apparaît, selon beaucoup de critiques, décevante et peu crédible.